# Casa de las Brujas
La Casa de las Brujas o Casa Martínez (en valenciano Casa de les Bruixes) es un palacete situado en la avenida Doctor Gadea, esquina con la calle San Fernando número 60, de la ciudad española de Alicante.

## Historia
Su construcción fue promovida por el abogado Manuel Martínez de Azcoytia y Galíndez, por lo que también es conocida como Casa Martínez de Azcoytia. Fue proyectado  por el arquitecto Enrique Sánchez Sedeño en 1898 como edificio de nueva planta con una estética típicamente decimonónica. En 1911, Francisco Fajardo Guardiola lo amplió y reformó el edificio, dotándolo de un torreón con reminiscencias del gótico y ventanas de estilo vienés, modificando así totalmente su imagen y ornamentación. Muestra algunos elementos propios del modernismo valenciano, junto con otros ornamentos más eclécticos. Destaca el valor de la fachada, en la cual se incluyen elementos decorativos con formas vegetales y figuras animales típicas del modernismo. En 1990 fue reformado adaptando el edificio a usos públicos.
Actualmente, es la sede de la Generalidad Valenciana en Alicante.